# こうのとり3号機
こうのとり3号機（こうのとり3ごうき、HTV3）は、3番目の宇宙ステーション補給機。国際宇宙ステーション（ISS）への補給物資を搭載し、2012年7月21日にH-IIBロケット3号機によって打ち上げられた。

## 特徴
日本の宇宙ステーション補給機の3号機であり、シリーズの同型機である。こうのとり2号機に続く、2機目の運用機。初号機以降、主要機器の国産化が進められたことによりこの3号機でHTVの開発は完了し、4号機以降は運用機として量産が行われている。
こうのとり2号機（HTV2）からの主な変更点は以下の様なものであった。
- 船内側ハッチ二重窓の材質変更 -（ガラス→ポリカーボネート）
- 軌道上支援装置 -（スタンドオフOSE）および搭載構造削除
- 物資輸送バッグ -（CTB）用スタンドオフコンテナ非搭載
- 国産機器への変更 - 推進モジュール、メインエンジン（HBT-5、IHIエアロスペース製）、RCSスラスタ（HBT-1、同上）、電気モジュール、トランスポンダ（送受信機）、ダイプレクサ（分波器）など
- ISS利用拡大のための利便性改善 - 曝露パレットには、船外実験装置を載せるための多目的曝露パレット（Exposed Pallet - Multi-Purpose: EP-MP）型を新たに搭載。EP-MPは、「きぼう」以外のISSの船外機器も載せることができ、今後想定される多様な船外物資の運搬要求に応えることが可能。

## 物資
こうのとり3号機は、補給キャリアの与圧部に約3.5トン、非与圧部に約1.1トンの物資を搭載していた。

### 与圧部
与圧部の物資は、おおよそ宇宙システムコンポーネントが57%、食料が14%、科学実験材料が22%、クルー用物資7%、水0%であった。この中には多目的実験ラックが搭載されていた。
- 水棲生物実験装置（AQH）
- NASAの触媒反応器（水再生システムの機器のひとつ）
- 日本の冷却水循環ポンプ
- 再突入データ収集装置（日本のi-BallとアメリカのREBR（英語版）の2種類）
- 小型衛星放出機構（JEM-Small Satellite Orbital Deployer:J-SSOD）とCubeSat 5機（雷鼓・WE WISH・にわか衛星（日本）、TechEdSat（英語版）（米）、F-1（米越瑞共同）を運搬
- ISERV（ISS SERVIR Environmental Research and Visualization System）NASAが開発した地球観測用の自動カメラシステムで、デスティニー下部のにある地球観測用の窓、WORF（Window Observational Research Facility）に設置し、災害や環境変化などを観測する。
- 補給物資 （搭乗員用食料・衣服・保全品等）

### 非与圧部
非与圧部には、ポート共有実験装置（Multi-mission Consolidated Equipment: MCE）とNASAの衛星間通信実験装置（SCAN Testbed）が搭載されている。
ポート共有実験装置（MCE）は、以下に挙げる比較的小型な5つのミッションをひとつの実験装置に混載し、ポートを共有して実験・観測を行う実験装置である。
- 地球超高層大気撮像観測（IMAP）
- スプライト及び雷放電の高速測光撮像センサ（GLIMS）
- 宇宙インフレータブル構造の宇宙実証（SIMPLE）
- EVA支援ロボットの実証実験（REX-J）[5]
- 船外実験プラットフォーム用民生品ハイビジョンビデオカメラシステム（COTS HDTV-EF）

## 運用

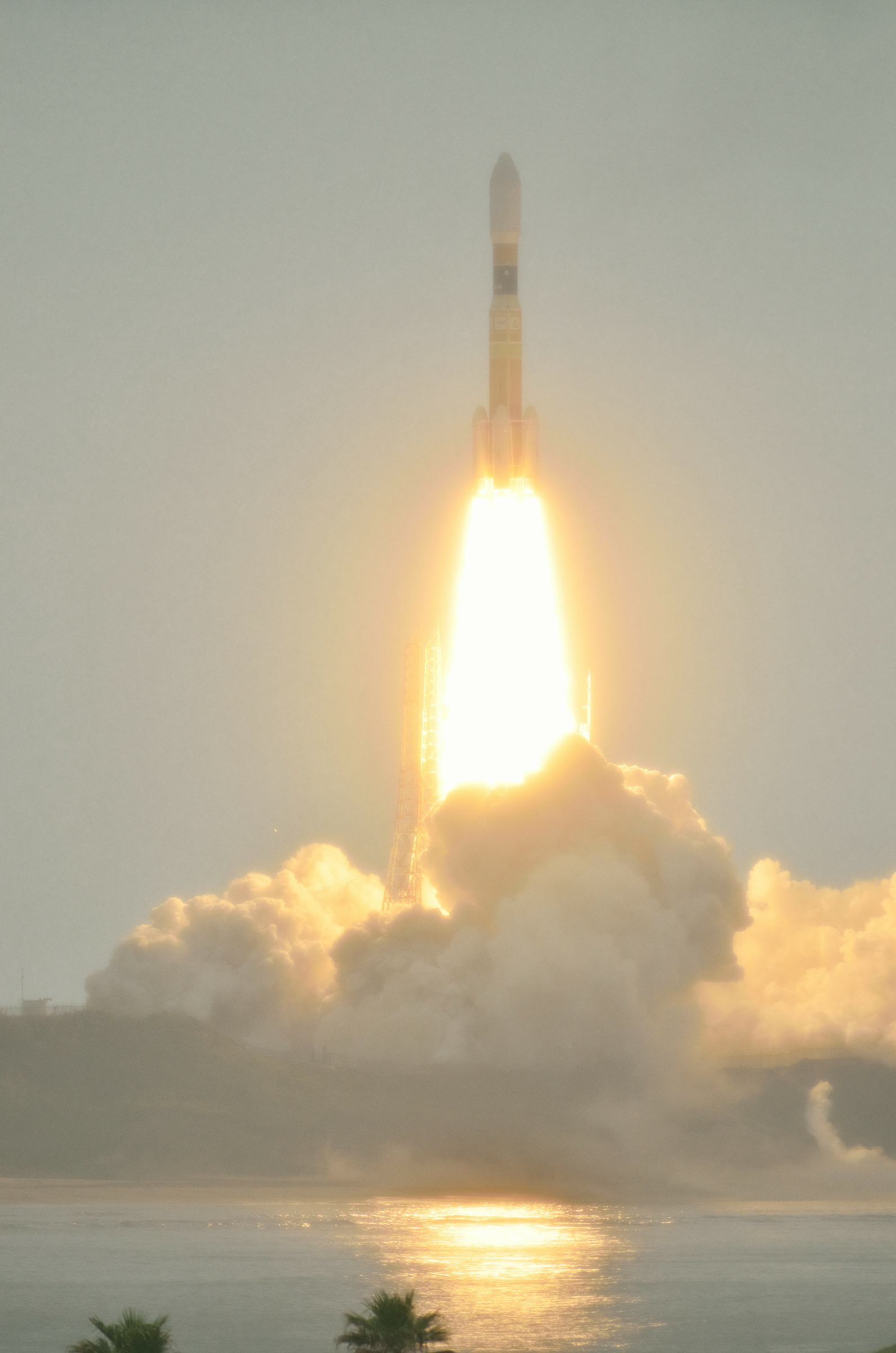
こうのとり3号機を載せたH-IIBの打ち上げ

（以下、時刻表示はUTC）

### 打ち上げ

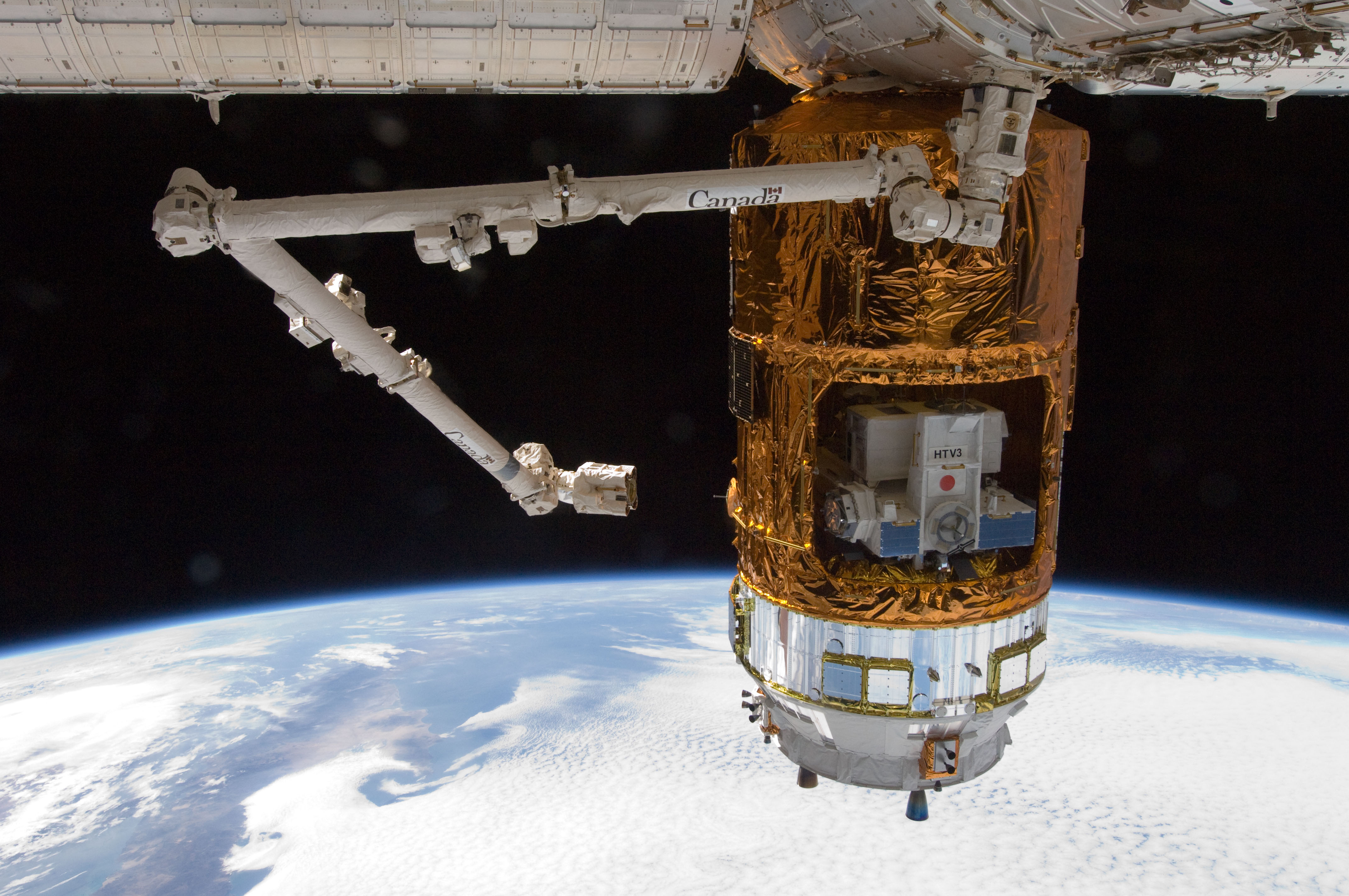
ハーモニーの地上側ポートに係留、2012年7月27日

こうのとり3号機はH-IIBで種子島宇宙センターの吉信射点第2射点から2012年7月21日2時6分18秒（協定世界時。日本標準時では11時6分18秒）に打ち上げられた。ロケットは順調に打ち上げられ、太平洋上を南東に向かって飛行し、2分後、計画通りに4機の固体ロケットブースターが2機ずつのペアで分離された。飛行開始3分41秒後、H-IIBはペイロードフェアリングを分離、さらにその約2分後1段目を切り離し、第2段に点火後、H-IIBはこうのとり3号機を予定される初期起動に投入し、約14分53秒後に分離が確認された。
こうのとり3号は成功裏に分離され、2段目は制御落下実験を行うために再点火された。2段目はまもなく南太平洋に落下した。飛行中に問題は発生しなかった。
H-IIBの打ち上げ時、天気は雨であり、風速はおおよそ2.3m/秒の西北西の風で、温度は27.1度であった。

### 係留

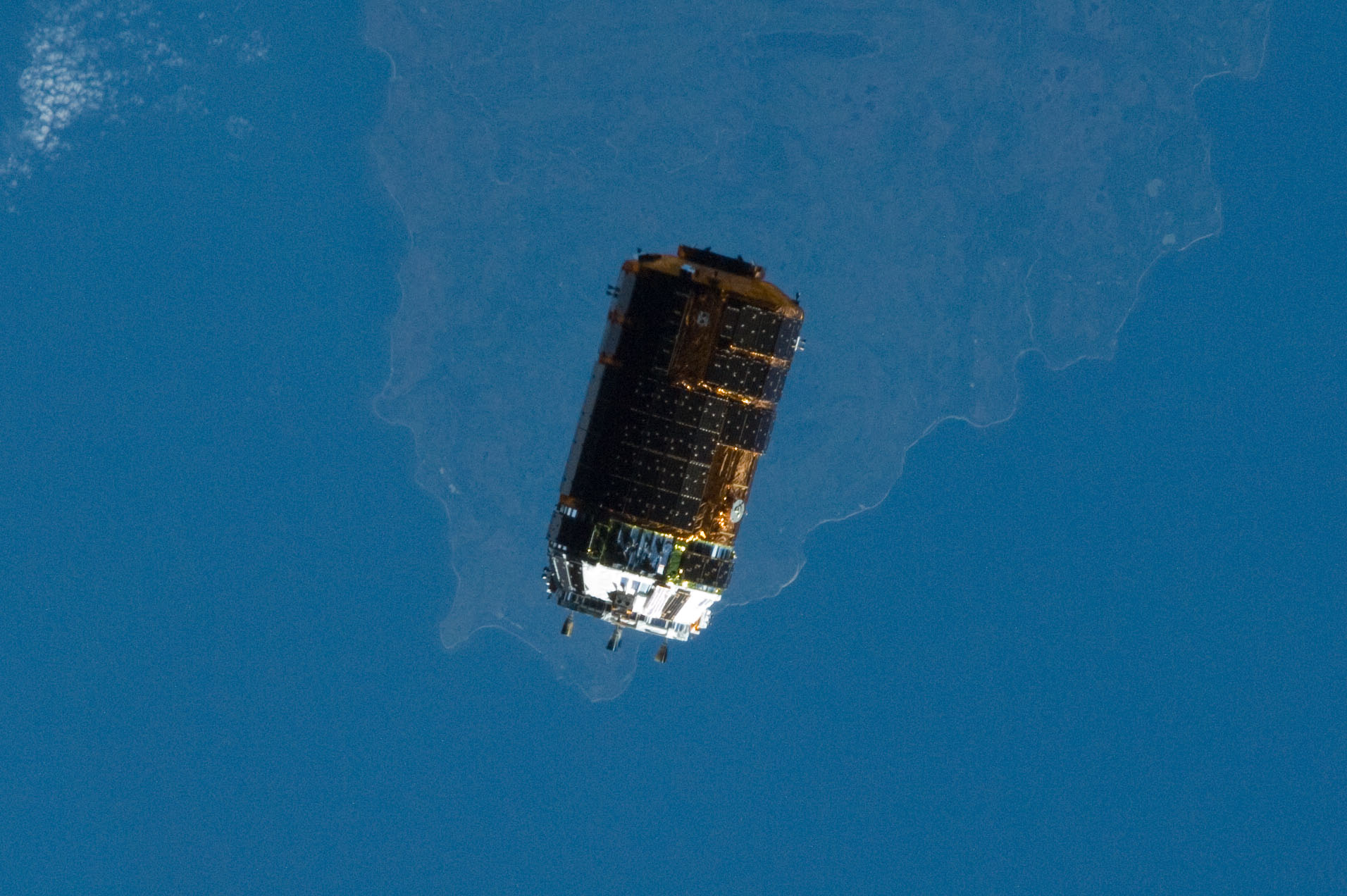
3号機の近接飛行

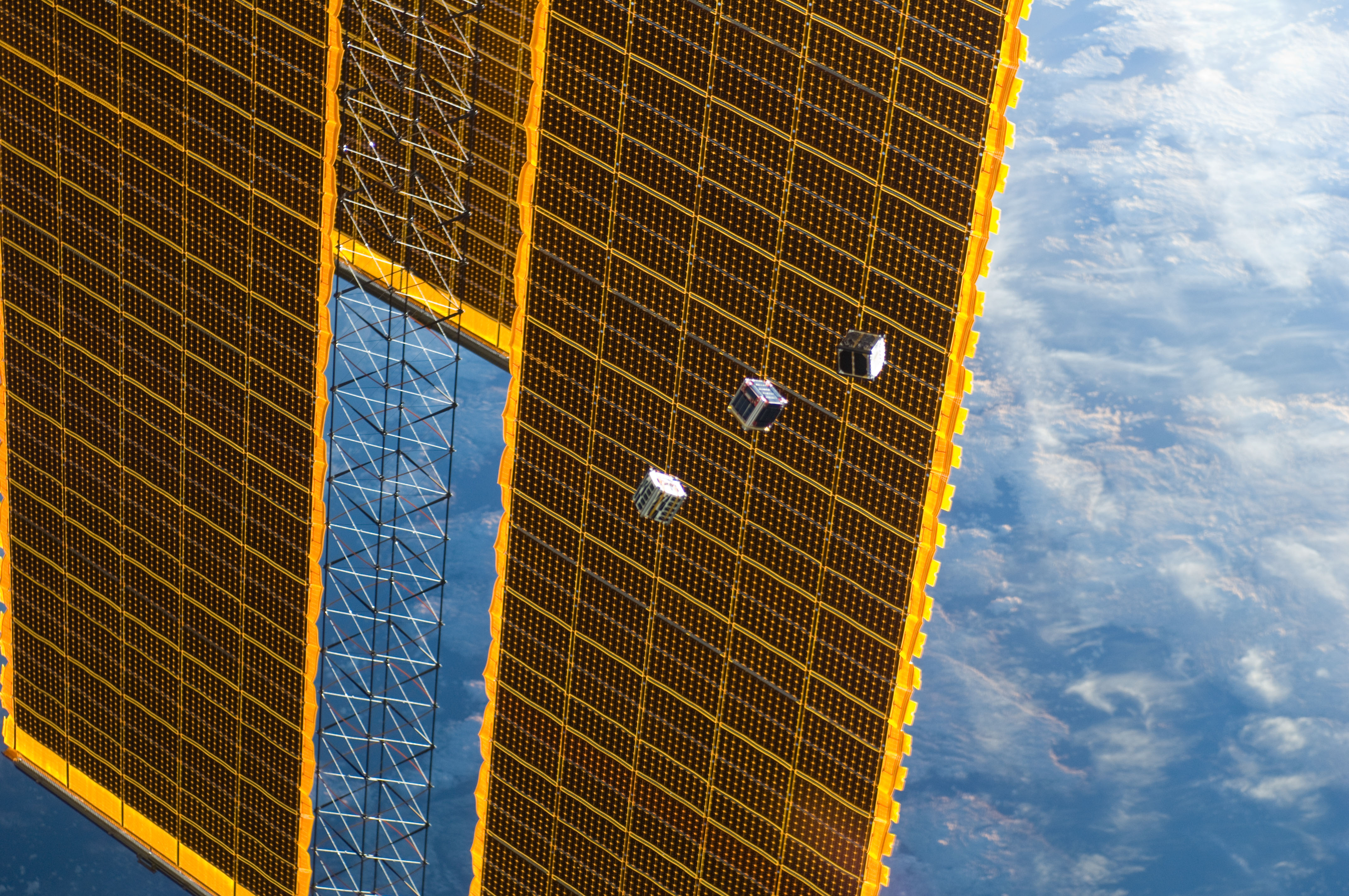
2012年10月4日にきぼうから放出されたにわか衛星、F-1、TechEdSat

軌道上でこうのとり3号は一週間をかけて位置調整を行い、その軌道は徐々にISSに近づくよう調整された。こうのとり3号機は2号機と違い、エンジンが米エアロジェット製エンジン2機から新型国産推進エンジン4機に取り替えられておりこれでランデブー燃焼を行った。同じ期間、こうのとり3号機はISSと正確に並列飛行するための一連のドッキング前テストが行われた。
把持と係留作業は2012年7月27日に行われた。通信可能範囲に到達後、こうのとり3号機はISSのきぼうに設置されている近接オペレーションシステムの利用を始めた。 一度こうのとり3号機が30フィートの距離に近づきそれを維持し、その後ヒューストンのミッションコントロールが乗組員にISSのロボットアームで把持を行うための"GO"を指令した。この指令はこうのとり2号機の把持を行った宇宙船交信担当者（CAPCOM）のキャスリン・コールマンにラジオアップされた。
こうのとり3号機は自由飛行しており、NASAのジョセフ・アカバがロボットアームを使って12時23分（UTC）にアームを組み合わせる装置にロックオンした。日本の宇宙飛行士で第32次、第33次長期滞在のフライトエンジニアの星出彰彦がその後3号機を把持し、停泊操作を行い、宇宙機をハーモニーのナディアポート（地上側）に接続した。これは日本の宇宙飛行士が日本の宇宙機を把持してISSへの接続する初の例となった。14時24分に共通結合機構の16本の自動ボルトが徐々に差し込まれ、14時34分にこうのとり3号機のISSへの取り付けが完了した。
第32次長期滞在の乗組員は2012年7月28日の17時23分（UTC）にこうのとり3号機のハッチを開け、こうのとり3号機の与圧部からISSに物資を積み替え始めた。
8月6日に曝露パレットのポート共有装置とSCaN Testbedは非与圧補給キャリアからISSのロボットアームで取り出され、きぼうの船外実験プラットフォームに移動された。これらがパレットから移動され、ISSの所定の場所に設置された後、8月10日に曝露パレットはこうのとりの中に戻された。

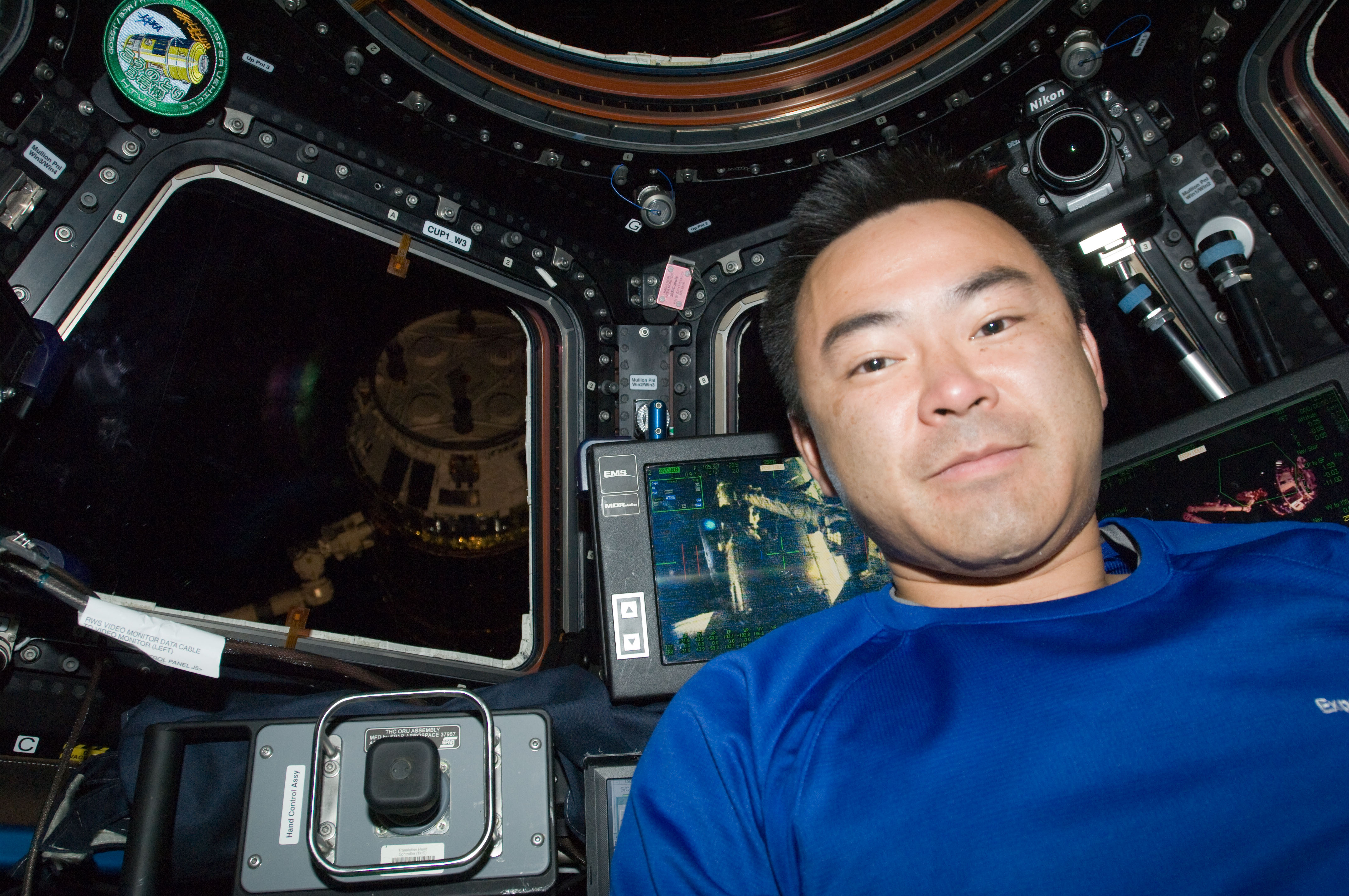
ランデブー操作中の星出飛行士
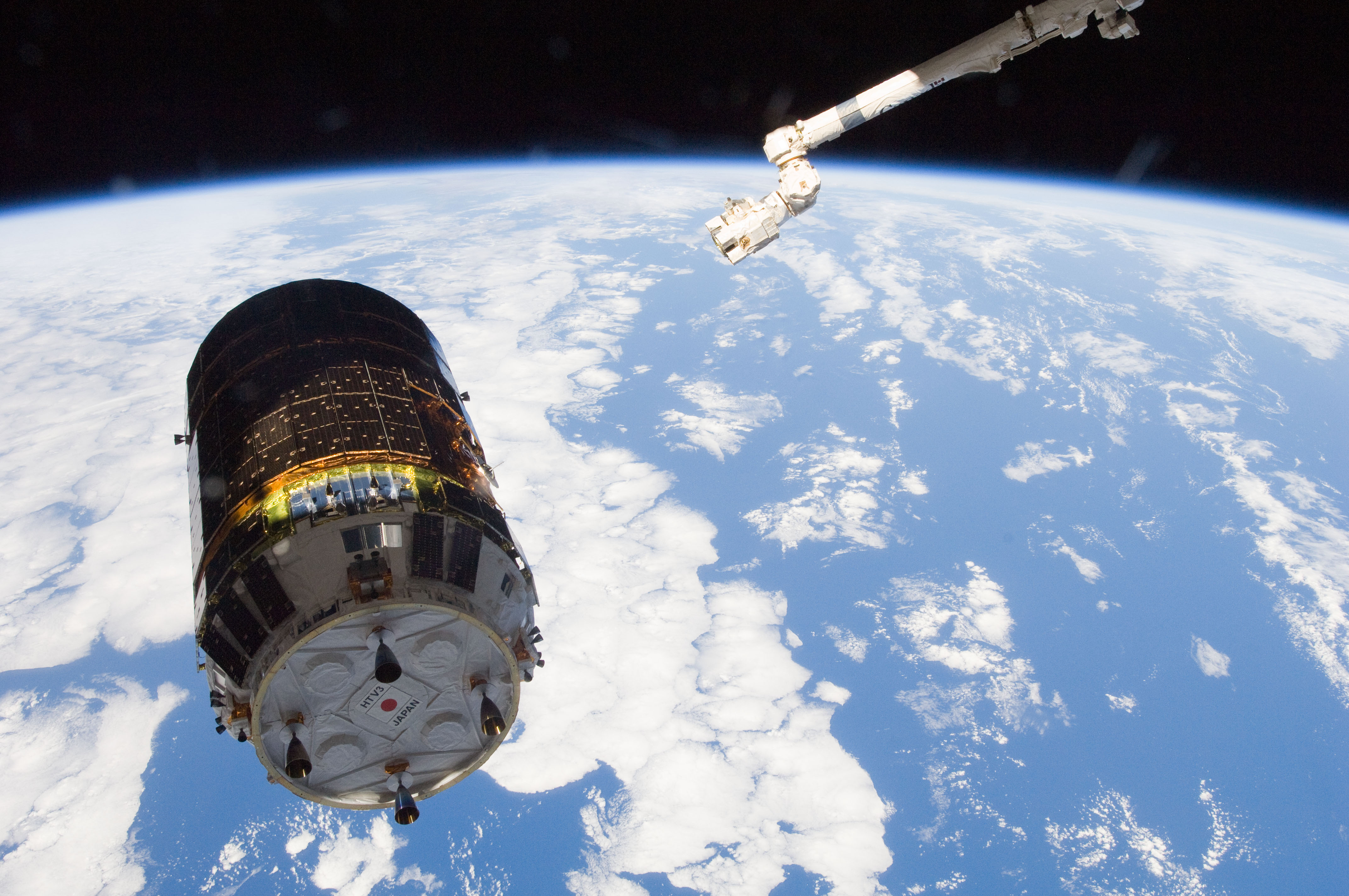
カナダアーム2がこうのとり3号機を把持しようとしている
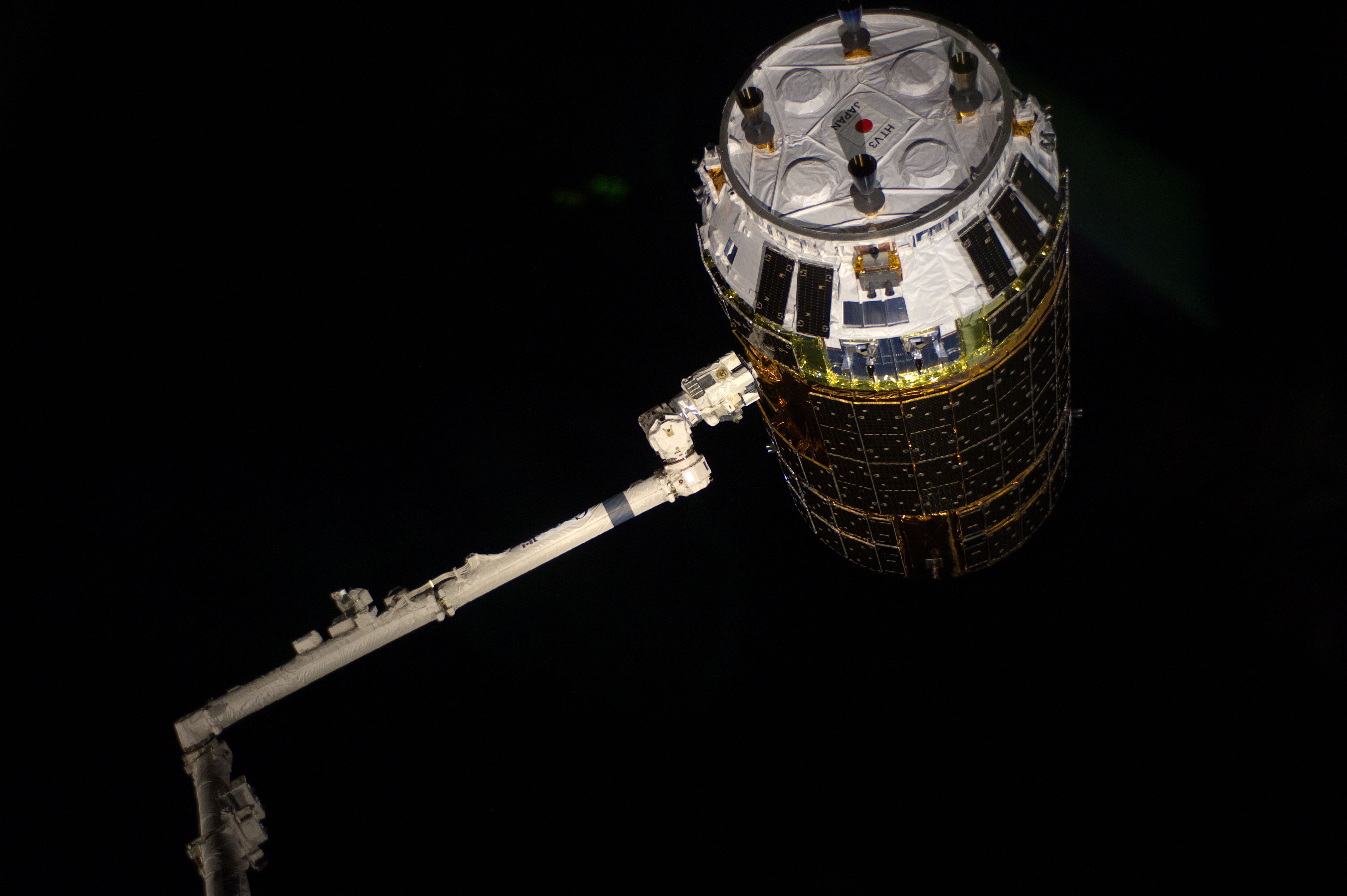
把持されたこうのとり3号機
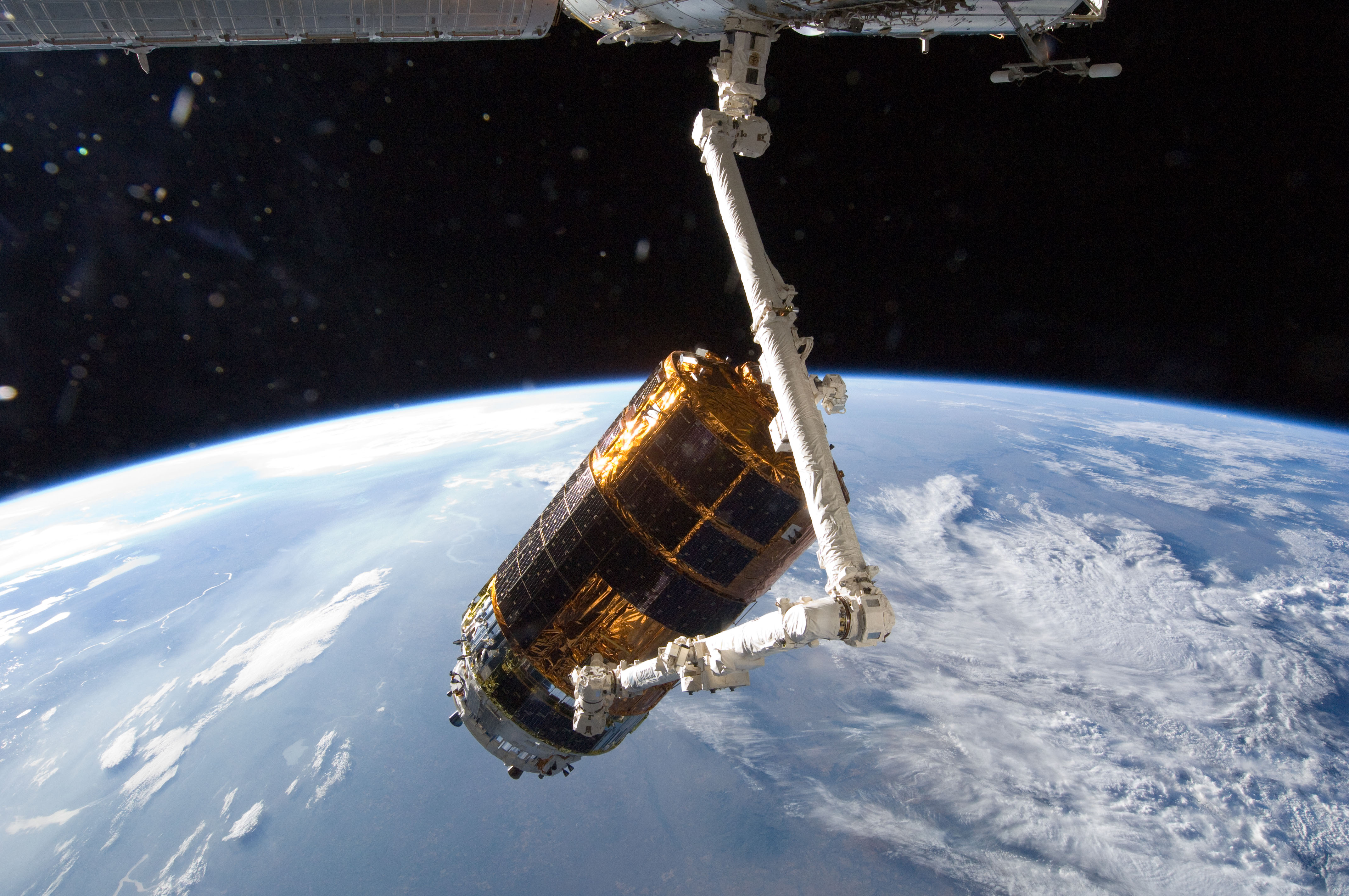
ISSへ接続するための移動の様子
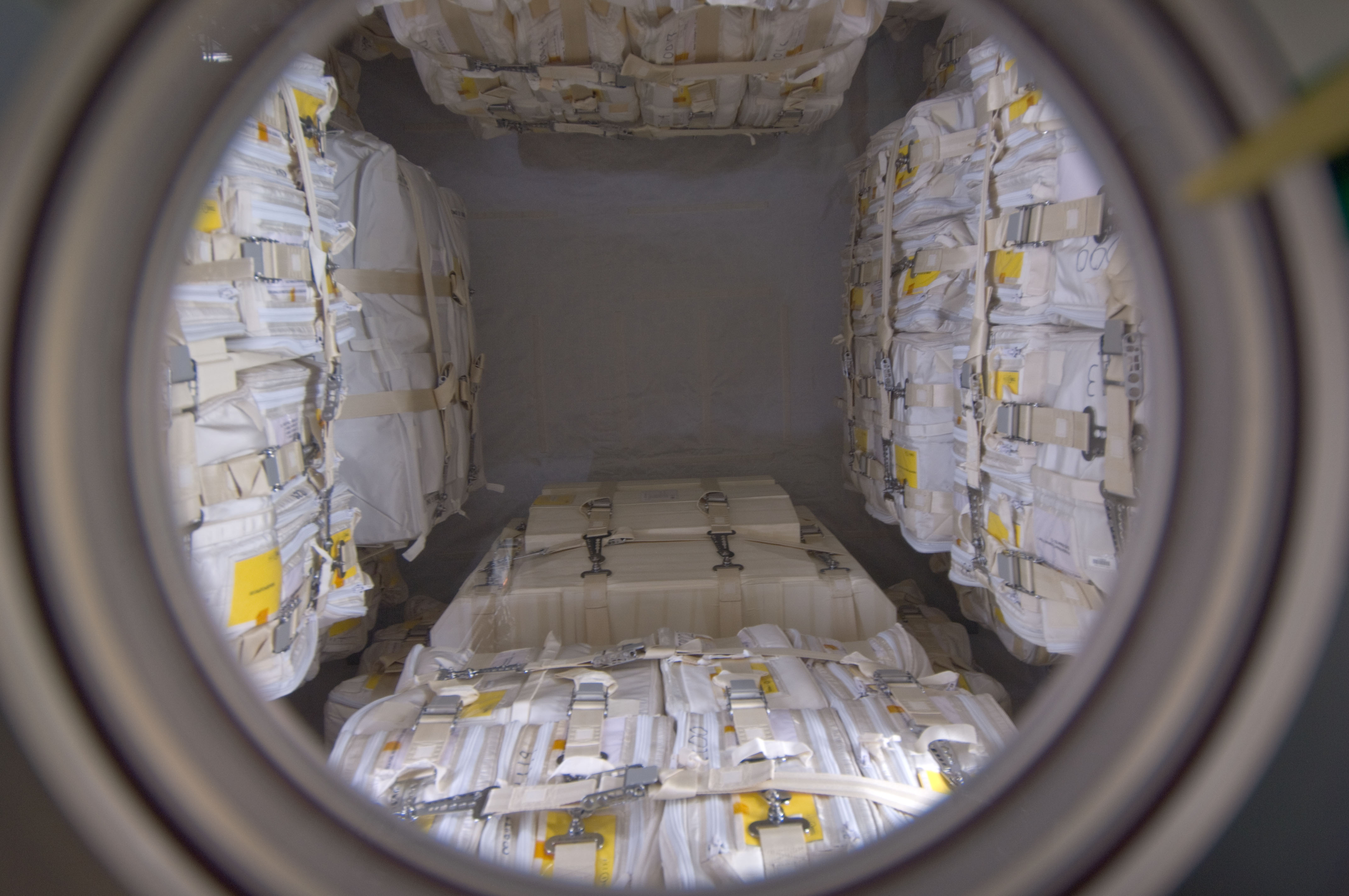
こうのとり3号機の内部。クルーによって撮影

### 出発・再突入
こうのとり3号機は当初9月6日にISSから離脱することが計画されたが、ISSの活動のスケジュールが合わなかったために延期されることとなった。
離脱前の準備中に、REBRとi-Ball再突入データ記録機はインストール・アクティブ化され、ハッチは9月11日に閉められた。
こうのとり3号機は9月11日11時50分（UTC）に係留が解除され、9月12日15時50分にロボットアームの把持開放を開始した。ISSからの放出数分後、こうのとり3号機はアボートシークエンスに入り、計画されていた徐々に高度を下げる軌道の代わりにISSの軌道の前へすばやく離れた。SpaceFlightNowはこれはIn/Outコンピューター2の失敗が引き金となったと報告している。NASAのISS On-Orbit Statusは計画していない動作について言及していない。プレスによると、フライトディレクターの内山崇はカナダアームから放出された後の意図しない運動で自動制御の回避システムが活性化したとしており、こうのとりが安全な範囲を超えてISSに接近する可能性が生じたためと考えられる。
こうのとりは計画とは異なる経路でISSから離れたが、その後4回のマヌーバで所定の軌道に復帰し、9月14日5時27分にほぼ予定通りに大気圏に再突入、分解した。この再突入時の映像などの各種データは再突入データ収集装置のi-BallとREBRに記録され、正常に回収された。
こうのとり3号機に搭載されて打ち上げられ、ISSに搬入されていたCubeSat5機は、10月4日に星出彰彦宇宙飛行士が操作するきぼうロボットアームにより2回に分けて軌道上に放出された。